# Rouen Métropole Basket
Maillots
Actualités
Le Rouen Métropole Basket est un club français de basket-ball basé à Rouen. Il évolue en Pro B (2e division) du championnat de France. Il est issu du club omnisports dénommé Stade philippin omnisports Rouen. Le club joue ses matchs à domicile au Kindarena.

## Historique

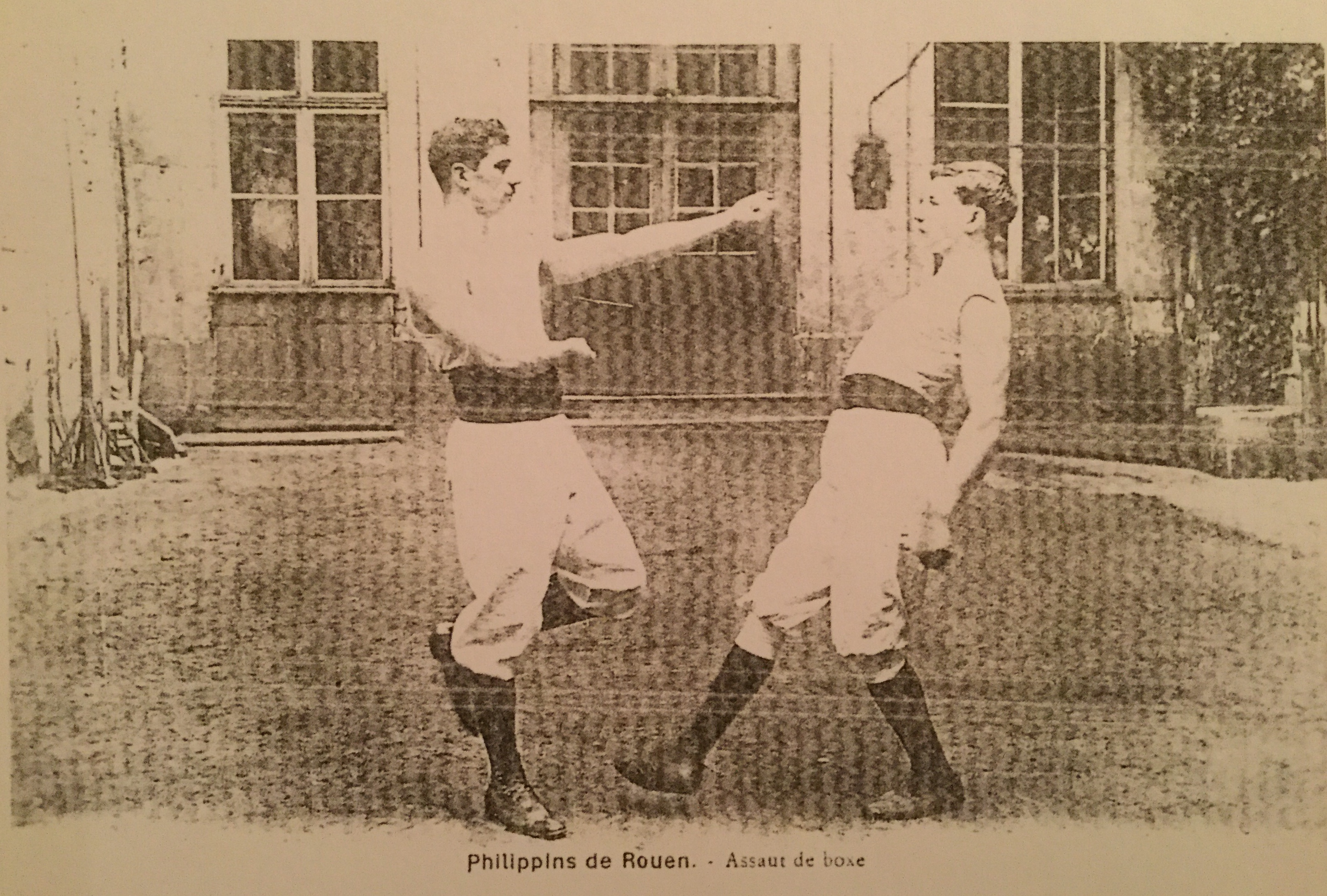
Philippins de Rouen - Assaut de boxe

Le Spes Philippin Omnisports de Rouen Basket-ball, plus communément appelé SPO Rouen Basket, est issu du club omnisports dénommé Spes Philippin Omnisports de Rouen. Ce dernier, fondé en 1892 par Henri Foursin sous le nom de « La maison des Philippins », est placé sous le patronage de saint Philippe Néri en 1893 (d'où son nom « philippin »).
En 1899 naît le SPN Gymnastique : cette section regroupe agrès, escrime et boxe française. Grâce à la loi de 1901 est créée l'association SPN. En découleront une section football, athlétisme, et le CSP : le Club Sportif Philippin.
La fin de la Seconde Guerre mondiale voit la création de sections supplémentaires : tennis, tir à l'arc, danse rythmique, tennis de table, handball et basket-ball, dès 1945. En 1952, le Groupement Sportif Philippin de Rouen est créé de la fusion entre le CSP et le GAR.
En 1961, nouvelle fusion entre les Philippins de Rouen et la SPES (Société de la préparation à l'Éducation sportive) qui deviennent alors le SPOR. Le Spes Philippins Omnisports de Rouen compte en 1974 15 équipes pour environ 100 licenciés.
La section basket du SPO Rouen remporte le titre de champion de France Nationale Masculine 3 en 1998. En 2000, elle remporte le titre de champion de France Nationale Masculine 2 et devient une association indépendante : le SPO Rouen Basket-ball. Elle remportera également le titre de champion de France Nationale Masculine 1 en 2003.
Du fait de ses résultats et pour se mettre en conformité avec le Code du sport, l'association SPO Rouen Basket-ball est dans l'obligation de donner délégation de gestion de l'équipe professionnelle à une société : le 1er juillet 2011, la SASP SPO Rouen Basket est créée.
Le 5 mai 2012, le SPO Rouen dispute face à Denain (victoire 95-75) sa dernière rencontre professionnelle officielle à la salle des Cotonniers. Les pros évolueront dès la saison suivante au Kindarena de Rouen.
Le 8 mai 2012, Jean Prouin, à la tête du club depuis 1996, annonce son retrait de la présidence de l'entité professionnelle en estimant, notamment, que le SPOR n’existe quasiment plus. Son départ sera acté le 29 mai 2012. Yvan Gueuder deviendra par la même occasion le président du directoire de la SASP.
Le 18 mai 2012, après 25 années sur le banc du SPO Rouen dont 16 passées à la tête de l'équipe première masculine, Michel Veyronnet est officiellement remplacé par Laurent Sciarra. Il est nommé Directeur Général de la structure professionnelle, qu'il quittera 18 mois plus tard par "manque d'oxygène".

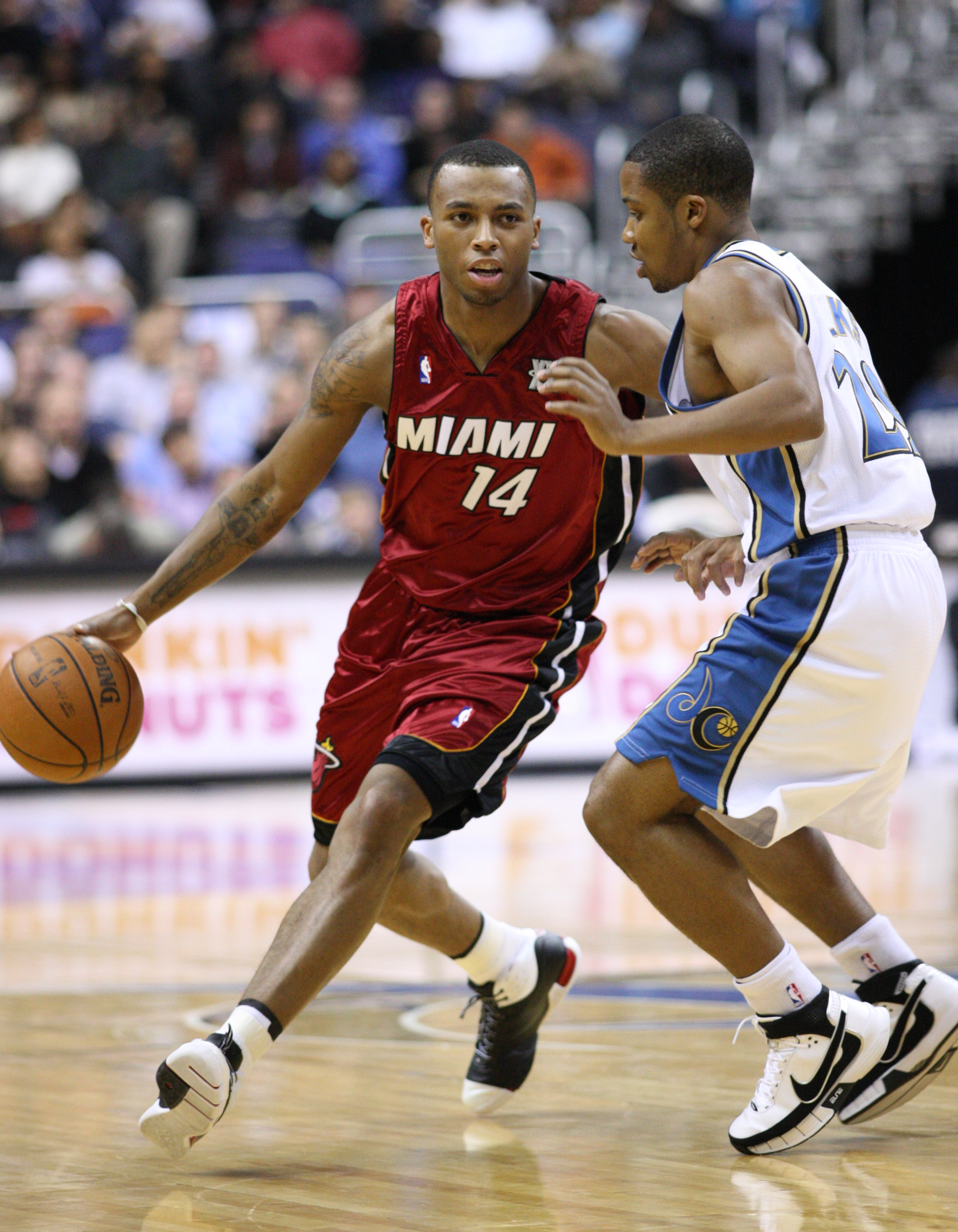
Daequan Cook (ici sous le maillot du Heat de Miami), recrue phare du RMB en 2014.

Malgré une saison 2013-2014 quelconque en deuxième division, où le RMB n'atteint pas les play-offs et finit à seulement quelques points des premiers relégables, la Ligue nationale de basket-ball (LNB) octroie au club normand une wild-card pour la Pro A.
Ainsi le RMB, pourtant 14e de Pro B, est promu en première division à la faveur d'un dossier extra-sportif jugé avantageux. En effet, avec une salle de près de 6 000 places (le Kindarena), des services administratifs bien structurés et un budget soutenu par un ensemble de partenaires privés dynamiques, le RMB remplit les conditions fixées par la ligue en ce qui concerne le projet de développement. Cependant, cette décision crée une polémique du fait des résultats médiocres du club en Pro B,,.
Le club se maintient en Pro A lors de la saison 2014-2015 en terminant 15e sur 18 du championnat. Les nombreuses blessures de plusieurs cadres de l'équipe (Trapani, Koffi, etc) ont handicapé le club et ce-dernier n'a pas pu jouer les play-off jusqu'au bout. Le club était notamment 6e au bout de 14 journées. Malgré tout, le RMB a assuré son maintien assez tôt, porté par Daequan Cook (3e meilleur marqueur du championnat). Alain Koffi et Jean-Michel Mipoka ont signé en juin 2015 un contrat de 3 ans en Normandie. Le nouvel entraîneur Rémy Valin souhaite construire un projet à long terme et bien entamer la saison 2015-2016 en Pro A.
Le 17 juillet 2015, la structure professionnelle prend effectivement le nom de Rouen Métropole Basket. Cependant, cette nouvelle dénomination ne fait pas l'unanimité. En effet, le président de l'association reproche aux dirigeants de la SASP une décision unilatérale.
Après un début de saison 2015-2016 plus que mitigé, le club s'attache les services de Souleymane Diabaté, un meneur expérimenté qui est venu apporter des solutions dans le jeu.
Auparavant, le club s'était séparé du pivot américain Devin Searcy. 4 jours plus tard, le club décidait, en accord avec le joueur, de mettre un terme au contrat de l'ailier américain LaMarcus Reed. Ces deux joueurs avaient pourtant signé à l'intersaison à l'été passé.
En mai 2016, le "RMB" est officiellement relégué en championnat de France Pro B de basket-ball au terme d'une saison catastrophique, où seul un miracle lui aurait permis de se sauver. Entre les échecs de nombreux américains, les blessures plus ou moins longues d'Alain Koffi, Abdoulaye M'Baye ou encore Jean-Michel Mipoka, et surtout des joueurs livrés à eux-mêmes et laissés à l'abandon par les dirigeants, le club haut-normand n'a pas existé. En revanche, Guerschon Yabusele est devenu un titulaire incontournable dans l'effectif de Rémy Valin lors de cette saison. Profitant de cette progression, le joueur s'inscrit à la Draft 2016.
Lors des playoffs 2018, le Rouen Métropole Basket élimine Orléans en quart de finale qui dispose du plus gros budget du championnat avant de s'incliner en 1/2 finale face au futur champion, Fos-sur-Mer.

## Logo
En 2015, les responsables de la SASP abandonnent le nom ainsi que le logo du SPO Rouen Basket.

Évolution du logo
Logo du SPO Rouen Basket de 2000 à 2006.
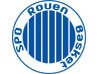
Logo du SPO Rouen Basket de 2006 à 2008.
Logo de la SASP SPO Rouen Basket depuis 2013.
Logo depuis 2015.

## Budget
| Saison   | 2010-2011 | 2011-2012 | 2012-2013 | 2013-2014 | 2014-2015 | 2015-2016 | 2016-2017 | 2017-2018 | 2018-2019 | 2019-2020 |
| Budget   | 2,666 M€  | ?M€       | ?M€       | 2,535 M€  | 3,347 M€  | 3,334 M€  | 2,284 M€  | 2,058 M€  | 2,220 M€  | 2,672 M€  |
| Division | II        | II        | II        | II        | I         | I         | II        | II        | II        | II        |

## Résultats sportifs

### Palmarès
| Compétitions nationales | Compétitions internationales |
| - Leaders Cup de Pro B : - Finaliste (1) : 2019. - Play-offs Pro B d'accession : - Finaliste (1) : 2019. - Championnat de troisième division : - Vainqueur (2) : 2003. 2023. - Championnat de quatrième division : - Vainqueur (2) : 1998, 2000. | - Aucune                     |

### Bilan saison par saison
| Saison                 | Championnat national | Championnat national | Championnat national | Championnat national | Championnat national | Championnat national | Championnat national | Championnat national | Championnat national | Coupe de France | Autres compétitions  | Autres compétitions | Coupes européennes | Coupes européennes |
| Saison                 | Niveau               | Division             | Classement           | MJ                   | V                    | N                    | D                    | %V                   | Play-offs            | Coupe de France | Compétition          | Résultat            | Compétition        | Résultat           |
| ---------------------- | -------------------- | -------------------- | -------------------- | -------------------- | -------------------- | -------------------- | -------------------- | -------------------- | -------------------- | --------------- | -------------------- | ------------------- | ------------------ | ------------------ |
| SPO Rouen Basket       |                      |                      |                      |                      |                      |                      |                      |                      |                      |                 |                      |                     |                    |                    |
| 1997-1998              | IV                   | Nationale 3          | ?                    | -                    | -                    | -                    | -                    | -                    | Vainqueur            | ?               | -                    | -                   | -                  | -                  |
| 1998-1999              | IV                   | Nationale 2          | ?                    | -                    | -                    | -                    | -                    | -                    | -                    | ?               | -                    | -                   | -                  | -                  |
| 1999-2000              | IV                   | Nationale 2          | ?                    | -                    | -                    | -                    | -                    | -                    | Vainqueur            | ?               | -                    | -                   | -                  | -                  |
| 2000-2001              | IV                   | Nationale 2          | ?                    | -                    | -                    | -                    | -                    | -                    | -                    | ?               | -                    | -                   | -                  | -                  |
| 2001-2002              | IV                   | Nationale 2          | ?                    | -                    | -                    | -                    | -                    | -                    | -                    | ?               | -                    | -                   | -                  | -                  |
| 2002-2003              | III                  | Nationale 1          | ?                    | -                    | -                    | -                    | -                    | -                    | Vainqueur            | ?               | -                    | -                   | -                  | -                  |
| 2003-2004              | II                   | Pro B                | 6e/?                 | ?                    | ?                    | ?                    | ?                    | ?                    | ?                    | ?               | -                    | -                   | -                  | -                  |
| 2004-2005              | II                   | Pro B                | 2e/18                | 32                   | 23                   | 0                    | 9                    | .719                 | 1/4 de finale        | 16e de finale   | -                    | -                   | -                  | -                  |
| 2005-2006              | I                    | Pro A                | 18e/18               | 34                   | 6                    | 0                    | 28                   | .176                 | -                    | 16e de finale   | -                    | -                   | -                  | -                  |
| 2006-2007              | II                   | Pro B                | 4e/18                | 34                   | 19                   | 0                    | 15                   | .559                 | 1/2 finales          | 16e de finale   | -                    | -                   | -                  | -                  |
| 2007-2008              | II                   | Pro B                | 1er/18               | 34                   | 23                   | 0                    | 13                   | .676                 | 1/4 de finale        | 32e de finale   | -                    | -                   | -                  | -                  |
| 2008-2009              | I                    | Pro A                | 13e/16               | 30                   | 11                   | 0                    | 19                   | .367                 | -                    | 8e de finale    | -                    | -                   | -                  | -                  |
| 2009-2010              | I                    | Pro A                | 15e/16               | 30                   | 8                    | 0                    | 22                   | .267                 | -                    | 1/2 finale      | -                    | -                   | -                  | -                  |
| 2010-2011              | II                   | Pro B                | 3e/18                | 34                   | 21                   | 0                    | 13                   | .618                 | 1/4 de finale        | 16e de finale   | -                    | -                   | -                  | -                  |
| 2011-2012              | II                   | Pro B                | 14e/18               | 34                   | 14                   | 0                    | 20                   | .412                 | -                    | 16e de finale   | -                    | -                   | -                  | -                  |
| 2012-2013              | II                   | Pro B                | 9e/18                | 34                   | 19                   | 0                    | 15                   | .559                 | -                    | 8e de finale    | -                    | -                   | -                  | -                  |
| 2013-2014              | II                   | Pro B                | 14e/18               | 34                   | 16                   | 0                    | 28                   | .364                 | -                    | 32e de finale   | -                    | -                   | -                  | -                  |
| 2014-2015              | I                    | Pro A                | 15e/18               | 34                   | 12                   | 0                    | 22                   | .                    | -                    | 16e de finale   | -                    | -                   | -                  | -                  |
| Rouen Métropole Basket |                      |                      |                      |                      |                      |                      |                      |                      |                      |                 |                      |                     |                    |                    |
| 2015-2016              | I                    | Pro A                | 17e/18               | 34                   | 6                    | 0                    | 28                   | .176                 | -                    | 16e de finale   | -                    | -                   | -                  | -                  |
| 2016-2017              | II                   | Pro B                | 11e/18               | 34                   | 16                   | 0                    | 18                   | .471                 | -                    | 16e de finale   | -                    | -                   | -                  | -                  |
| 2017-2018              | II                   | Pro B                | 8e/18                | 34                   | 17                   | 0                    | 17                   | .500                 | 1/2 finales          | 32e de finale   | -                    | -                   | -                  | -                  |
| 2018-2019              | II                   | Pro B                | 4e/18                | 34                   | 24                   | 0                    | 10                   | .706                 | Finale               | 1/2 finale      | Leaders Cup de Pro B | Finaliste           | -                  | -                  |
| 2019-2020              | II                   | Pro B                | 11e/18               | 23                   | 11                   | 0                    | 12                   | .478                 | -                    | 32e de finale   | -                    | -                   | -                  | -                  |
| 2020-2021              | II                   | Pro B                | 14e/18               |                      |                      |                      |                      |                      |                      | 32e de finale   | -                    | -                   | -                  | -                  |
| 2021-2022              | II                   | Pro B                | 18e/18               |                      |                      |                      |                      |                      |                      | 32e de finale   | -                    | -                   | -                  | -                  |
| 2022- 2023             | III                  | Nationale 1          | 1er/28               | 36                   | 28                   | 0                    | 8                    | .824                 | -                    | 64e de finale   | -                    | -                   | -                  |                    |
| 2023-2024              | II                   | Pro B                | 5e/18                | 34                   | 20                   | 0                    | 14                   | .588                 | -                    | 32e de finale   | -                    | -                   | -                  | -                  |

## Joueurs et personnalités du club

### Entraîneurs
- Sylvain Delorme : entraineur du RMB depuis 2022, après avoir remporté la nationale 1 l'an passé avec l'équipe d'Anger il récidive l'année d'après avec le RMB un an seulement après la relégation de ce dernier.
- Ludovic Pouillart : entraineur du RMB entre Janvier 2022 et Juin 2022 en remplacement d'Alexandre Ménard.
- Alexandre Ménard : entraîneur du RMB à partir de juin 2017 jusqu'as son licenciement en janvier 2022 à cause de mauvais résultats.
- Rémy Valin : entraîneur du RMB de juin 2015 à mai 2017.
- Christophe Denis : entraîneur de l'équipe durant la saison 2014/2015 où le RMB accédait à la Pro A grâce à une Wild-Card.
- Laurent Sciarra : ayant passé plus de vingt ans sur les parquets européens, il détient, en tant que joueur, l'un des plus beaux palmarès du basket-ball français.
- Michel Veyronnet : d'abord entraîneur de la section féminine du club, il est devenu le premier entraîneur du SPO Rouen Basket en championnat professionnel.
- Michel Gomez : accession en NM2.

### Capitaines
Le tableau suivant présente la liste des capitaines du club depuis 2005.
| Rang | Nom                   | Période   |
| ---- | --------------------- | --------- |
| 1    | Jean-Emmanuel Le Brun | 2005-2006 |
| 2    | Frédéric Moncade      | 2006-2008 |
| 3    | Darnell Williams      | 2008-2010 |

| Rang | Nom                | Période   |
| ---- | ------------------ | --------- |
| 4    | Pierric Poupet     | 2010-2012 |
| 5    | Philippe Da Silva  | 2012-2014 |
| 6    | Jean-Michel Mipoka | 2014-2016 |

| Rang | Nom                  | Période   |
| ---- | -------------------- | --------- |
| 7    | Steeve Ho You Fat    | 2016-2017 |
| 8    | Ovidijus Varanauskas | 2017-2018 |
| 9    | Jessie Begarin       | 2018-2019 |

| Rang | Nom                     | Période   |
| ---- | ----------------------- | --------- |
| 10   | Jamar Diggs             | 2019-2020 |
| 11   | Pierre-Étienne Drouault | 2020-2021 |

### Autres joueurs célèbres ou marquants
- Carl Ponsar
- Frédéric Becker
- Fabien Bengaber
- Séverin Boquet
- Charles-Henri Bronchard
- Ludovic Chelle
- Xavier Delarue
- Michel Diama
- Idrissa Diedhiou
- Thierry Dubois
- David Dubosc
- Boris Elisabeth-Mesnager
- Sidi Faye
- Daniel Gisquet
- Michel Gomez
- Sébastien Gomez
- Christophe Gomis
- - Nasser Haïf
- Edwin Jackson
- Antoine Liorel
- - Jean-Emmanuel Le Brun
- Claude Maledon
- Frédéric Moncade
- Kris Morlende
- Hervé N'Senga
- Pierric Poupet
- Alexis Rambur
- Thierry Rupert
- William Soliman
- Yannick Souvré
- Joël Thénard
- - Cheikhou Thioune
- Benoît Toffin
- Mickaël Vérove
- Jacques Wampfler
- Laurent Zaknoun
- - Chris Bracey
- Eric Chatfield
- Jim Cantamessa
- O'Darien Bassett
- Ronald Dorsey
- Mohamed Hachad (en)
- Elliott Henderson
- Kevin Houston
- Derrick Low (en)
- Chez Marks
- Mark McAvoy
- Jonathan McClark
- Wendell McKines
- Michel Nascimento
- Jaime Peterson
- Kareem Reid
- Shawnta Rogers
- Aerick Sanders (en)
- Jason Siggers
- Trazel Silvers
- Ronnie Taylor
- Brice Vounang
- - Michael Watson
- Darnell Williams
- Jerry Boutsiele
- Jessie Begarin
- Maxime Courby
- Alain Koffi
- Jean-Baptiste Maille
- Jean-Michel Mipoka
- Guerschon Yabusele
- Souleymane Diabate
- Daequan Cook
- Obi Emegano
- - Lasan Kromah
- Ron Lewis
- Sean May
- Michael Thompson
- Haukur Helgi Pálsson
- Jonathan Augustin-Fairell
- Chima Moneke
- Jamar Diggs
- Ike Iroegbu
- Théo Maledon (formé au club)
- Rudy Demahis-Ballou (formé au club)
- Matic Rebec